# Malattia cardiaca da carcinoide
La malattia cardiaca da carcinoide è la manifestazione cardiaca della sindrome sistemica causata da un carcinoide (vedi sindrome paraneoplastica). Coinvolge l'endocardio e le valvole del cuore destro. Lesioni cardiache sono presenti nella metà dei pazienti con sindrome da carcinoide, caratterizzata da arrossamento cutaneo improvviso, crampi, nausea, vomito e diarrea.

## Morfologia
Le lesioni cardiovascolari associate alla sindrome da carcinoide sono ben definite e consistono in un ispessimento intimale fibroso (probabilmente dovuto all'eccessivo stimolo dei recettori 2B per la serotonina) delle superfici interne delle camere cardiache e dei lembi valvolari. Sono localizzate principalmente al ventricolo destro, sulla valvola tricuspide e sulla polmonare e occasionalmente sui vasi sanguigni maggiori. Gli ispessimenti a placca dell'endocardio sono costituiti principalmente da cellule muscolari lisce e fibre collagene sparse, immerse in una matrice extracellulare ricca di mucopolisaccaridi acidi, sono assenti le fibre elastiche. Le strutture sottostanti, comprese il tessuto elastico subendocardico, sono intatte. Raramente ci sono manifestazioni al cuore sinistro.

## Clinica
I reperti clinici e patologici sono correlati all'elaborazione da parte di questi tumori di vari prodotti bioattivi, quali la serotonina, la callicreina, la bradichinina, l'istamina le prostaglandine e le tachichinine. Non è ancora stato chiarito quale di questi prodotti secreti diano al via la malattia e la relativa sintomatologia, ciononostante i livelli plasmatici di serotonina e la secrezione urinaria dell'acido 5-idrossiindolacetico, metabolita della serotonina, sono correlati con la severità delle lesioni del cuore destro. La preferenziale localizzazione delle lesioni nella parte destra del cuore è correlata dall'inattivazione della serotonina e della bradichinina da parte delle monoaminossidasi presenti nell'endotelio vascolare polmonare, durante il passaggio nel circolo polmonare. In assenza di metastasi epatiche, i carcinoidi gastrointestinali (con drenaggio venoso attraverso il sistema portale) generalmente non producono la sindrome a causa della rapida metabolizzazione della serotonina durante il passaggio del sangue nel fegato; al contrario i carcinoidi primitivi in organi che non drenano nel fegato possono determinare la sindrome. Farmaci che agiscono sul metabolismo della serotonina possono indurre lesioni a carico delle valvole sinistre con caratteristiche simili a quelle osservate nella sindrome da carcinoide, come pazienti trattati con fenfluramina e fentermina (farmaci anoresizzanti contro l'obesità); placche simili a quelle della sindrome da carcinoide si possono riscontrare in pazienti che assumono metisergide o ergotamide contro l'emicrania.